# Tápióbicskei repülőtér
A Tápióbicskei repülőtér, vagy ahogy mindenki ismerte, a Tápiószentmártoni repülőtér a Kincsem Park mellett, annak területén egykor volt, 2500 láb hosszú füves kifutópályával. A második világháború alatt magyar és német hadi repülők használták, majd 1944 végén szovjet csapatok települtek oda. 1957-től a Szolnokon és Kiskunlacházán települő szovjet vadászezredek kitelepülő reptereként üzemelt, majd 1979-től lett a tököli repülőtéren állomásozó 515. vadászezred tartalék repülőtere. A tököli egység rendszeresen végzett ide való kitelepülési gyakorlatokat, legutoljára 1984-ben, amikor innen fölszállva egyik pilótájuk lezuhant. Erről a kitelepülésről Vándor Károly Légierő társbérletben című könyvében számos fotó látható, többek között egy 1977-es színes légi felvételen gyönyörűen megfigyelhető a teljes repülőtér. A repülőtér egykori irányítótornya most díjugrató versenyeken közvetítőtoronyként üzemel. A repülőtér talaja ősgyep, emiatt stabil még esős idő esetén is.